# 松山市立姫山小学校
松山市立姫山小学校（まつやましりつひめやましょうがっこう）は愛媛県松山市に位置する男女共学の公立小学校。松山市で46番目の小学校、松山市内で7校目のオープンスクール。

## 概要

### 校区
清水小学校との分離にて1995年に誕生した本校は、松山市山越1～6丁目、姫原1～3丁目、問屋町（一部）を校区としている。

## 沿革
- 1995年4月 - 清水小学校との分離で誕生。